# Angels of Brooklyn
Angels of Brooklyn er en dokumentarfilm fra 2002 instrueret af Camilla Hjelm Knudsen og Martin Pieter Zandvliet.
Filmen blev i 2004 tildelt en Robert for årets lange dokumentarfilm.

## Handling
»Angels of Brooklyn« handler om tre puertoricanske piger i alderen 18-20 år, som bor i betonbyggerierne omkring Bushwick Avenue i hjertet af Brooklyn. Bushwick er et af de hårdest belastede områder i New York, og de tre piger drømmer på hver deres måde om en vej ud af den sociale håbløshed. Pigernes historier fortælles med stor respekt og ømhed gennem hverdagens små hændelser. Med sit dvælende kamera, rolige rytme og lyrisk jazzede musikside skaber filmen et refleksivt rum omkring pigerne og deres kaotiske hverdag - en skildring, der ligger i smuk forlængelse af andre danske dokumentarister af det amerikanske samfunds bagsider, Jacob A. Riis og Jacob Holdt.